# Abraxas niphonibia
Abraxas niphonibia är en fjärilsart som beskrevs av Eugen Wehrli 1935. Abraxas niphonibia ingår i släktet Abraxas och familjen mätare. Inga underarter finns listade i Catalogue of Life.